# Cao Wei
Cao Wei (220- 265 d.Hr) a fost unul dintre cele trei regate puternice care au concurat pentru putere în Perioada celor Trei Regate (220- 280). Având capitala la Luoyang statul a fost înființat de Cao Pi în anul 220 d.Hr  pe fundația realizată de tatăl său ,Cao Cao, spre sfarșitul dinastiei Han de Est. Numele de “Wei” a devenit pentru prima dată asociat cu Cao Cao când a fost numit Duce de Wei de către Guvernul Han de Est în 213, și a devenit numele statului cand Cao Pi s-a proclamat  împarat în 220. Istoricii adesea adaugă “Cao” pentru a-l diferenția de alte state Chinezești cunoscute cu același nume  “Wei” , cum ar fi Wei din Perioada Statelor în luptă și Wei de nord din Dinastiile din Nord și din Sud. Autoritatea familiei domnitoare Cao treptat a slăbit după moartea celui de al doilea Împarat ,Cao Rui, și în cele din urmă a cazut în mâinile lui Sima Yi, un regent din Wei, și familia sa, în 249. Succesorul lui Cao Rui a rămas un domnitor de formă sub conducerea familiei Sima. Până când nepotul lui Sima Yi, Sima Yan, l-a forțat pe ultimul conducator Wei ,Cao Huan, să abdice și a înființat Dinastia Jin

## Istorie

### Înceuturi și înființare
Spre sfârșitul dinastiei Han de Est, China de Nord a ajuns sub stăpânirea lui Cao Cao, cancelarul ultimului conducator din dinastia Han, Împaratul Xian. În 213 Împaratul Xian i-a acordat lui Cao Cao titlul de “Duce de Wei”  și i-a dat zece orașe ca și domeniu. Zona a fost numită “Wei”. La acel timp partea de sud a Chinei era împărțită în alte două zone controlate de alți doi lorzi, Lui Bei și Sun Quan. În 216, Împaratul Xian l-a ridicat pe Cao Cao la rangul de Rege Vasal – Rege al Wei – și i-a acordat mai multe teritorii. 
Cao Cao a murit pe 15 martie 220 iar titlul de Rege Vasal a fost moștenit de fiul său Cao Pi. Mai târziu în același an, pe 11 Decembrie, Cao Pi l-a forțat pe Împaratul Xian să abdice în favoarea lui și a luat tronul, înființând statul Wei. Totuși Liu Bei imediat a contestat dreptul lui Cao Pi de a sta pe tronul Han și s-a declarat “Imparat al Shu Han”  un an mai târziu. Sun Quan era nominal rege vasal sub Wei, dar si-a declarat independența în 222 și sa proclamat “Împarat al Wu” în 229.

### Domniile lui Cao Pi și Cao Rui
Cao Pi a domnit șase ani până a murit în 226 și a fost succedat de fiul său Cao Rui care a domnit până a murit în 239. În timpul domniei celor doi, Cao Pi și Cao Rui, Wei a purtat numeroase războaie cu cele două state rivale, Shu și Wu. 
Între anii 228 și 234, Zhuge Liang, cancelar și regent din regatul Shu a condus o serie de cinci campanii militare pentru a ataca granița vestica a Wei (în  prezent Gansu și Shaanxi) cu scopul de a cucerii Chang’an un oraș strategic care se afla în drumul spre capitala Wei, Luoyang. Armatele invadatoare din Shu au fost respinse de către generalii Cao Zhong, Sima Yi, Zhang He și alții, Shu nu a avut caștiguri semnificative în expediții.
La granițele de sud și de est, Wei a purtat cu Wu o serie de conflicte armate între anii 220 și 230 printre care și lupta de la Dongkou din (222-223), Jianling din (223), și Shiting din (228). Oricum majoritatea luptelor nu au avut un casîștigător și nici o parte nu a reușit să-și mărească teritoriul semnificativ. 

### Războaiele dintre Goguryeo și Wei
În aceași perioadă, regatul Coreean , Goguryeo, își consolida puterea ,și a început să cucerească teritorii din Peninsula Coreană care erau sub ocupație Chinezească. Goguryeo a început Războaiele dintre Goguryeo și Wei în 242 încercând să oprească accesul chinezilor pe teritoriul lor prin cucerirea unui fort Chinezesc. Drept raspuns Wei a invadat și distrus Goguryeo. Hwando a fost distrus drept răzbuanre de către forțele Wei în 244. 

### Decăderea Wei
În 249 în timpul domniei succesorului lui Cao Rui, Cao Fang, regentul Sima Yi a acaparat puterea de la co-regentul Cao Shuang printr-o lovitură de stat. Acest eveniment a marcat prabușirea autorității imperiale în Wei, cum rolul lui Cao Fang a fost redus la a fi o marionetă pe când Sima Yi conducea statul. Sima Yi a murit în 251 și a fost moștenit de fiul său cel mai mare Sima Shi care a continuat să conducă ca regent. Sima Shi l-a destituit pe Cao Fang în 254 și l-a înlocuit cu Cao Mao. Dupa ca Sima Shi a murit în anul urmator, fratele său mai tânăr, i-a moștenit puterea și rangul de regent. În anul 260, Cao Mao a încercat să acapareze puterea de la Sima Zhao printr-o lovitură de stat dar a fost omorat de subordonatul lui Sima ,  Cheng Ji. 
După moartea lui Cao Mao, Cao Huang a fost întronat ca al cincilea conducator al Wei. În orice caz Cao Huang era și el doar o marionetă sub controlul lui Sima Zhao, la fel ca predecesorul său. În 263 armatele din Wei conduse de către Zhong Hui și Deng Ai au cucerit Shu. Doi ani mai târziu fiul lui Sima Zhao, Sima Yan, l-a forțat pe Cao Huang să abdice în favoarea lui, înlocuind Wei cu Dinastia Jin.

## Guvern
Modul de a guverna în Wei a moștenit multe aspecte de la Dinastia Han de Est. În timpul domniei sale Cao Pi a înființat două corpuri guvernamentale – Inspectoratul Central și Secretariatul Imperial Mobil – pentru a reduce puterea Secretariatului Imperial și pentru a consolida putera guvernului central.
În acest timp ministrul Chen Qun a dezvoltat Sistemul de nouă ranguri pentru numirile în funcții publice care a fost adoptat de dinastiile de mai tarziu, până când a fost înlocuit de sistemul Examinarea Imperială  în timpul dinastie Sui.
Cao Pi a crezut că dinastia Han a cazut deoarece Guvernatorii diferitelor provincii aveau prea multă putere și au ieșit de sub controlul guvernului central. El a redus rolul guvernatorilor la cel de Inspectori, și a permis Inspectorior să se ocupe  doar de probleme civile în respective provincii, pe când de problemele militare se ocupă personalul militar organizat în birouri regionale sau din capitală.

## Cultură
Cândva între sfarșitul dinastiei Han de Est și dinastia Cao Wei, a apărut kaishu, un stil de Caligrafie Chineză, cu primul său maestru cunoscut care era Zhang Yao, care a servit ca politician în Wei.

## Clasa conducătoare
Conform Carții Wei familia Cao era înrudită cu Împaratul Galben prin nepotul său Zhuanxu. Ei erau de aceași filiație ca și Împaratul Shun. Altă sursă spune că familia Cao se trage din Împaratul Shun. Această sursă a fost atacată de Chiang Chi, care spunea că cei cu numele de familie “Tian” erau descendenți din Shun, și nu cei cu prenume “Cao”. El a mai afirmat că numele de famiei a Împaratului Shun era “Gui”.

## Listă a teritoriilor
| Prefecturi   | Prefecturi | Prefecturi  | Prefecturi           | Prefecturi  | Prefecturi  | Prefecturi   | Prefecturi      | Prefecturi   | Prefecturi  | Prefecturi    | Prefecturi   |
| ------------ | ---------- | ----------- | -------------------- | ----------- | ----------- | ------------ | --------------- | ------------ | ----------- | ------------- | ------------ |
| Fanyang 范陽 | Dai 代     | Yuyang 漁陽 | Right Beiping 右北平 | Liaoxi 遼西 | Lelang 樂浪 | Shanggu 上谷 | Yan (stat) 燕國 | Changli 昌黎 | Xuantu 玄菟 | Liaodong 遼東 | Daifang 帶方 |

| Prefecturi | Prefecturi    | Prefecturi     | Prefecturi  | Prefecturi | Prefecturi       | Prefecturi     | Prefecturi  | Prefecturi    | Prefecturi         | Prefecturi  | Prefecturi | Prefecturi              |
| ---------- | ------------- | -------------- | ----------- | ---------- | ---------------- | -------------- | ----------- | ------------- | ------------------ | ----------- | ---------- | ----------------------- |
| Wei 魏     | Yangping 陽平 | Guangping 廣平 | Qinghe 清河 | Julu 鉅鹿  | Zhao (stat) 趙國 | Changshan 常山 | Anping 安平 | Pingyuan 平原 | Leling (stat) 樂陵 | Hejian 河間 | Bohai 渤海 | Zhongshan (stat) 中山國 |

| Prefecturi     | Prefecturi   | Prefecturi           | Prefecturi      | Prefecturi | Prefecturi          |
| -------------- | ------------ | -------------------- | --------------- | ---------- | ------------------- |
| Chengyang 城陽 | Donglai 東萊 | Beihai (stat) 北海國 | Qi (state) 齊國 | Le'an 樂安 | Jinan (stat) 濟南國 |

| Prefecturi     | Prefecturi | Prefecturi   | Prefecturi  | Prefecturi   | Prefecturi  |
| -------------- | ---------- | ------------ | ----------- | ------------ | ----------- |
| Shangdang 上黨 | Xihe 西河  | Taiyuan 太原 | Leping 樂平 | Xinxing 新興 | Yanmen 雁門 |

| Prefecturi   | Prefecturi    | Prefecturi | Prefecturi  | Prefecturi    |
| ------------ | ------------- | ---------- | ----------- | ------------- |
| Henan 河南尹 | Hongnong 弘農 | Henei 河內 | Hedong 河東 | Pingyang 平陽 |

| Prefecturi   | Prefecturi          | Prefecturi             | Prefecturi | Prefecturi    | Prefecturi    | Prefecturi | Prefecturi            |
| ------------ | ------------------- | ---------------------- | ---------- | ------------- | ------------- | ---------- | --------------------- |
| Taishan 泰山 | Jibei (stat) 濟北國 | Dongping (stat) 東平國 | Dong 東    | Rencheng 任城 | Shanyang 山陽 | Jiyin 濟陰 | Chenliu (stat) 陳留國 |

| Prefecturi    | Prefecturi           | Prefecturi            | Prefecturi     | Prefecturi | Prefecturi              |
| ------------- | -------------------- | --------------------- | -------------- | ---------- | ----------------------- |
| Dongguan 東莞 | Langye (stat) 琅琊國 | Donghai (stat) 東海國 | Guangling 廣陵 | Xiapi 下邳 | Pengcheng (stat) 彭城國 |

| Prefecturi    | Prefecturi  | Prefecturi  | Prefecturi | Prefecturi   | Prefecturi  | Prefecturi    | Prefecturi    | Prefecturi  | Prefecturi  |
| ------------- | ----------- | ----------- | ---------- | ------------ | ----------- | ------------- | ------------- | ----------- | ----------- |
| Jingzhao 京兆 | Pingyi 馮翊 | Fufeng 扶風 | Beidi 北地 | Xinping 新平 | Anding 安定 | Guangwei 廣魏 | Tianshui 天水 | Nan'an 南安 | Longxi 隴西 |

| Prefecturi | Prefecturi     | Prefecturi | Prefecturi        | Prefecturi      | Prefecturi | Prefecturi | Prefecturi  | Prefecturi  |
| ---------- | -------------- | ---------- | ----------------- | --------------- | ---------- | ---------- | ----------- | ----------- |
| Chen 陳    | Yingchuan 潁川 | Runan 汝南 | Liang (stat) 梁國 | Pei (stat) 沛國 | Qiao 譙    | Lu 魯      | Yiyang 弋陽 | Anfeng 安豐 |

| Prefecturi | Prefecturi    | Prefecturi  | Prefecturi   | Prefecturi   | Prefecturi | Prefecturi    |
| ---------- | ------------- | ----------- | ------------ | ------------ | ---------- | ------------- |
| Wuwei 武威 | Jincheng 金城 | Xiping 西平 | Zhangye 張掖 | Jiuquan 酒泉 | Xihai 西海 | Dunhuang 敦煌 |

| Prefecturi   | Prefecturi   |
| ------------ | ------------ |
| Huainan 淮南 | Lujiang 廬江 |

| Prefecturi    | Prefecturi     | Prefecturi    | Prefecturi   | Prefecturi    | Prefecturi     | Prefecturi   | Prefecturi                     |
| ------------- | -------------- | ------------- | ------------ | ------------- | -------------- | ------------ | ------------------------------ |
| Jiangxia 江夏 | Xiangyang 襄陽 | Xincheng 新城 | Nanyang 南陽 | Nanxiang 南鄉 | Shangyong 上庸 | Weixing 魏興 | Zhangling (Yiyang) 章陵 (義陽) |

## Listă de conducători
| Numele Templului | Nume post-mortem      | Nume de familie (îngrosat) and nume personal | Domnie  | Numele erei și intervalele de timp                                        | Note |
| ---------------- | --------------------- | -------------------------------------------- | ------- | ------------------------------------------------------------------------- | --- |
| (N/A)            | Împaratul Gao 高皇帝  | Cao Teng 曹騰                                | (N/A)   | (N/A)                                                                     | Numele post-mortem al lui Cao Teng a fost acordat de Cao Rui. |
| (N/A)            | Împaratul Tai 太皇帝  | Cao Song 曹嵩                                | (N/A)   | (N/A)                                                                     | Numele post-mortem al lui Cao Song a fost acordat de Cao Pi. |
| Taizu 太祖       | Împaratul Wu 武皇帝   | Cao Cao 曹操                                 | (N/A)   | (N/A)                                                                     | Templul și numele post-mortem al lui Cao Cao au fost acordate de Cao Pi.                                                                                           |
| Shizu 世祖       | Împaratul Wen 文皇帝  | Cao Pi 曹丕                                  | 220-226 | - Huangchu 黃初 (220-226)                                                 | |
| Liezu 烈祖       | Împaratul Ming 明皇帝 | Cao Rui 曹叡                                 | 227-239 | - Taihe 太和 (227-233) - Qinglong 青龍 (233-237) - Jingchu 景初 (237-239) | |
| (N/A)            | (N/A)                 | Cao Fang 曹芳                                | 240-249 | - Zhengshi 正始 (240-249) - Jiaping 嘉平 (249-254)                        | Cao Fang a devenit “Prinț de Qi” după ce a fost detronat. I-a fost acordat post-mortem titlul de “Duce Li de Shaoling” (邵陵厲公) în timpul dinastiel Jin de Vest. |
| (N/A)            | (N/A)                 | Cao Mao 曹髦                                 | 254-260 | - Zhengyuan 正元 (254-256) - Ganlu 甘露 (256-260)                         | Lui Cao Mao i-a fost accordat post-mortem numele "Duce de Gaogui" (高貴鄉公).                                                                                      |
| (N/A)            | Împaratul Yuan 元皇帝 | Cao Huan 曹奐                                | 260-265 | - Jingyuan 景元 (260-264) - Xianxi 咸熙 (264-265)                         | |

## Alte lecturi
- Rafe de Crespigny, en  "To Establish Peace: being the Chronicle of the Later Han dynasty for the years 201 to 220 AD as recorded in Chapters 64 to 69 of the Zizhi tongjian of Sima Guang". Volume 2. Arhivat în 29 martie 2012, la Wayback Machine. Faculty of Asian Studies, The Australian National University, Canberra. 1996. ISBN 0-7315-2526-4.